# Paula Ramos EC
Paula Ramos EC is een Braziliaanse voetbalclub uit de stad Florianópolis in de staat Santa Catarina.

## Geschiedenis
De club werd opgericht in 1937 en werd één keer staatskampioen in 1959. Hierdoor mocht de club in 1960 deelnemen aan de Taça Brasil, de eindronde om de landstitel. De club speelde tegen Coritiba thuis gelijk, maar kreeg uit wel een 5-0 draai om de oren en was uitgeschakeld. Intussen spelen ze geen profvoetbal meer.

## Erelijst
Campeonato Catarinense
1959
Campeonato Citadino de Florianópolis
1947, 1948, 1956, 1961, 1962, 1964.